# لوسيوس د. كلاي جونيور
لوسيوس د. كلاي جونيور (بالإنجليزية: Lucius D. Clay, Jr.)‏ هو ضابط أمريكي، ولد في 6 يوليو 1919 في الإسكندرية في الولايات المتحدة، وتوفي في 7 فبراير 1994 في Fort Belvoir ‏ في الولايات المتحدة.